# Rob Ford
Pour les articles homonymes, voir Ford.
Robert Bruce Ford dit Rob Ford, né le 28 mai 1969 à Etobicoke et mort le 22 mars 2016 à Toronto, est un homme politique canadien, maire de Toronto de 2010 à 2014.

## Biographie

### Origines et vie familiale
Fils d'un patron millionnaire d'une entreprise d'autocollants, il a un frère, Doug, engagé en politique à ses côtés.

### Carrière politique
À trois reprises à partir de 2000, il est élu conseiller municipal de la circonscription électorale Etobicoke-Nord.

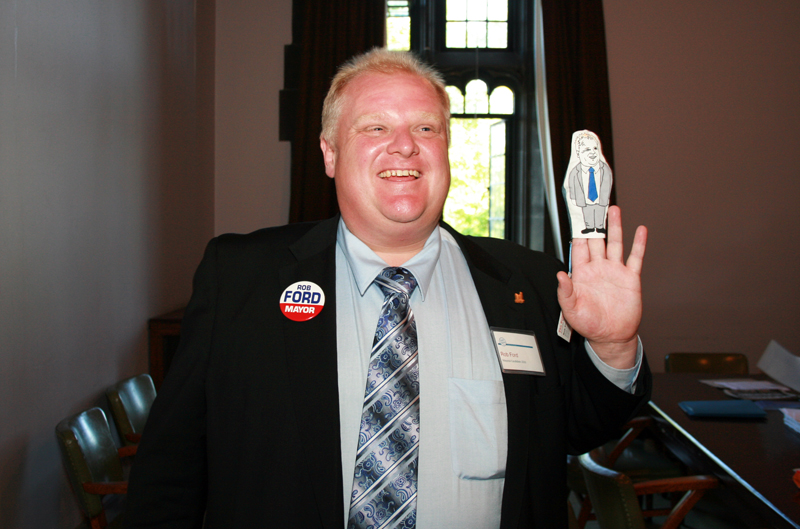
Rob Ford en visite à l’Université de Toronto durant sa campagne municipale de 2010.

Durant sa campagne électorale pour le poste de maire, il affronte les candidats Joe Pantalone (en) et George Smitherman. Les 383 501 votes en sa faveur lui permettent de remporter une victoire avec 47,11 % du vote populaire le 25 octobre 2010. Sa popularité est notamment fondée sur son image « d’homme de tous les jours, apparemment accessible et proche » des gens contre une classe politique souvent « perçue comme arrogante, hypocrite et autosatisfaite » explique le journaliste Murtaza Hussain.
Ses positions en matière de transport urbain et de relations de travail ainsi qu'avec les médias, notamment, en ont fait un personnage critiqué. Se présentant comme le « défenseur des contribuables », il mène une politique de réduction drastique des dépenses publiques, en opposition à la gestion controversée de son prédécesseur à la mairie, le maire de gauche David Miller.
Il contribue notablement à la victoire de Stephen Harper lors de l'élection fédérale de 2011.

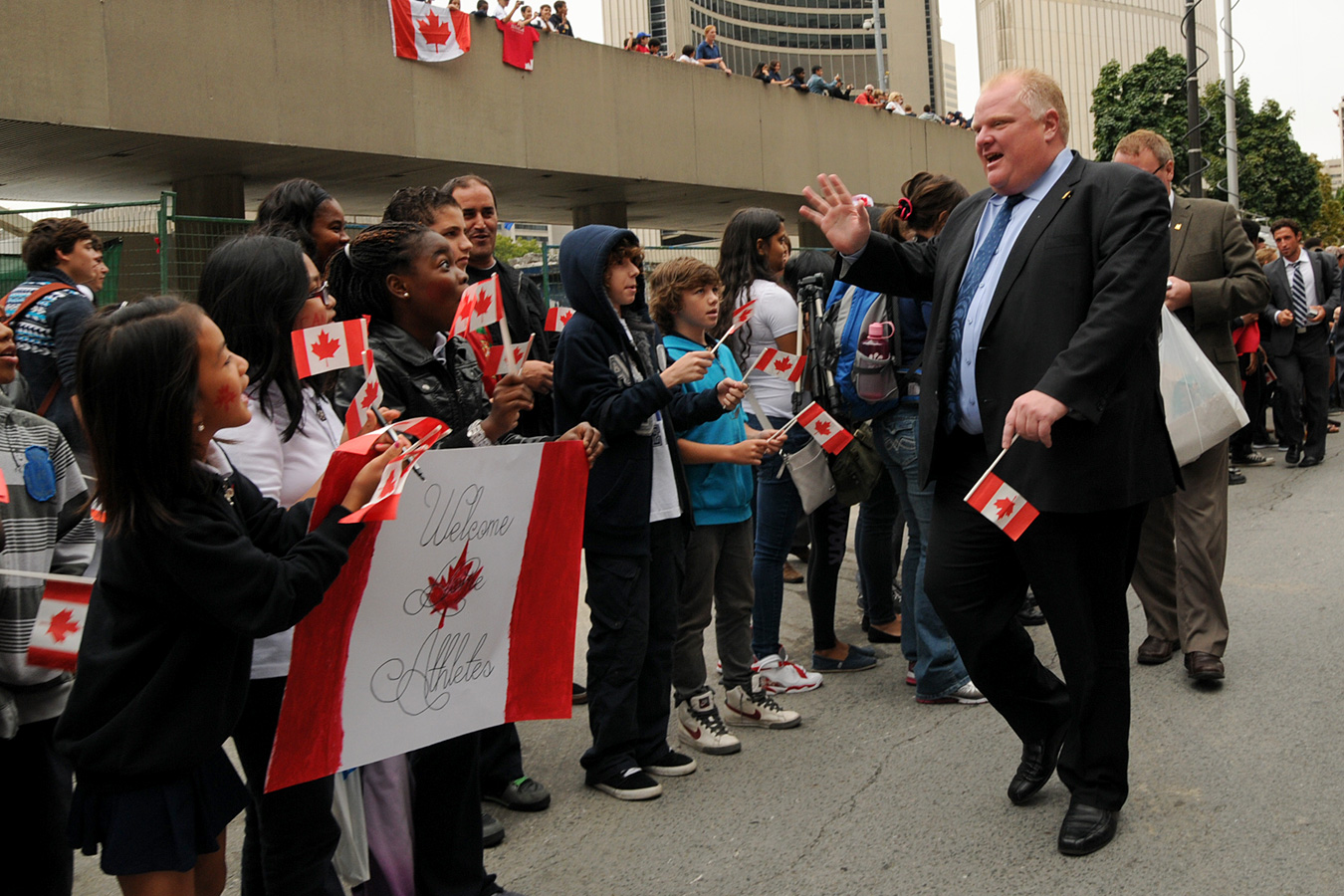
Rob Ford lors du défilé de Bay Street en honneurs des athlètes canadiens ayant participé aux jeux olympiques d'été de 2012.

Une décision de la Cour supérieure de l'Ontario le destitue de son poste le 26 novembre 2012, après l'avoir déclaré coupable dans une affaire de conflit d'intérêts. Mais cette décision est renversée par la Cour d'appel le 25 janvier 2013.
Le 2 janvier 2014, il dépose officiellement sa candidature pour les prochaines élections municipales à Toronto, qui doivent avoir lieu le 27 octobre 2014, mais, le 12 septembre suivant, se retire de la course à la suite de la découverte d'un liposarcome, une forme rare de cancer. Son frère, Doug Ford, le remplace et John Tory est finalement élu.
Il meurt le 22 mars 2016, à la suite de son cancer, à Toronto.

### Controverses
Au printemps 2013, son comportement erratique suscite des rumeurs d'abus de drogue. En mai, des journalistes déclarent avoir visionné une vidéo le montrant en train de fumer du crack, ce qui déclenche une intense curiosité médiatique, notamment de Gawker, et des recherches journalistiques sur les antécédents de sa famille en matière de trafic de drogue. En novembre 2013, les services de police de Toronto confirment avoir récupéré une vidéo correspondant aux soupçons et une photo le montrant devant « un lieu de consommation de crack » en compagnie de trois hommes, dont deux font partie d'un gang et un troisième qui sera tué dans une fusillade, est divulguée. Par la suite, une nouvelle vidéo le montre ivre et proférant des menaces de mort.
Rob Ford passe aux aveux et avoue avoir consommé du crack, alors qu'il était en état d'ébriété. Cependant, aucune accusation n'est portée contre lui, et il refuse de démissionner. Le scandale et l'indignation du public s'amplifient devant les révélations qui s'accumulent sur sa consommation d'alcool au bureau et en voiture, les primes accordées aux membres de son personnel qui le soutiennent, la venue d'une prostituée dans son bureau, les avances sexuelles à ses collaboratrices et la vulgarité de son langage en point de presse. Le 15 novembre, le conseil municipal lui enlève le droit de gérer son personnel et entreprend de le dépouiller de ses pouvoirs de gouvernance. Ford menace alors d'en appeler de cette décision devant les tribunaux.
À la suite de ses nombreux esclandres, Rob Ford devient la risée de nombreux journaux télévisés internationaux, ce qui donne une visibilité négative à la ville de Toronto. Il est notamment parodié dans l'émission américaine Saturday Night Live, le 16 novembre 2013. Il conserve toutefois une certaine popularité auprès d'une partie de l'électorat conservateur, notamment grâce à son programme économique (réduction des dépenses publiques et des impôts), le choix de certaines mesures (privatisation du ramassage des ordures) et une forme d'« authenticité » verbale. Le Premier ministre Stephen Harper lui maintient son soutien. Lors des élections municipales du 27 octobre 2014, son frère Doug est battu par John Tory qui succède à Rob Ford comme maire de Toronto le 1er décembre suivant,.

## Hommage
En septembre 2017, John Tory, successeur de Ford à la mairie de Toronto, a proposé de renommer le Centennial Park Stadium en hommage à Rob Ford. Cette initiative fut rejetée par le conseil municipal le 4 octobre 2017. En 2023, le conseiller Paul Ainslie a relancé l’idée en déposant une nouvelle motion visant à renommer officiellement l’endroit  Rob Ford Stadium. Cette fois, la motion a été adoptée par 17 voix contre 6, avec le soutien de la mairesse de Toronto, Olivia Chow.